# Кутаисский троллейбус
Кутаисский троллейбус — закрытая троллейбусная система в городе Кутаиси, Грузия. Действовала с 1949 года по 2009 год.

## История
Троллейбус в Кутаиси был открыт 11 сентября 1949 года. В период максимального развития троллейбусной сети в 1979 году в городе было 88 км троллейбусных линий и 10 маршрутов. 
14 января 2007 года троллейбусное движение в Кутаиси было приостановлено почти на год. 
1 ноября 2007 года троллейбусы снова вышли на улицы Кутаиси. 
Окончательно троллейбусные маршруты в Кутаиси были полностью закрыты в 2009 году.

## Список маршрутов[3]
- № 4 Автозавод — Центральная площадь
- № 6 Автозавод — Станция Кутаиси
- № 8 Автозавод — Лесной техникум
- № 9 Центральная площадь — Улица Шевченко
- № 7 Автозавод — Общежитие
- № 10 Станция Кутаиси — Универмаг «Арцихе»
- № 1 Автозавод — Улица Бухаидзе
- № 3 Площадь Победы — Станция Кутаиси
- № 5 Центральная площадь — Лесной техникум
- № 2 Лесной техникум — Центральная площадь

## Подвижной состав
В разное время использовались троллейбусы :
- ЯТБ-4
- МТБ-82
- Skoda 9Tr
- ЗИУ-9
- Skoda 14Tr